# Nekrolog 1484
Nekrolog
◄◄
| ◄
| 1480
| 1481
| 1482
| 1483
| 1484 | 1485 | 1486 | 1487 | 1488 | ► | ►►
Weitere Ereignisse | Allgemeiner Nekrolog 1484
Die Beschreibung der verstorbenen Person sollte so kurz wie möglich gehalten sein und nur deren signifikante Tätigkeit(en) enthalten.
Neue Namen ggf. auch unter dem Geburts- und Sterbedatum, also etwa unter 1. Januar und im Geburts- und Sterbejahr (2024) eintragen (nur bei entsprechender großer Wichtigkeit). Für Beispiele siehe die schon vorhandenen Artikel.
Außerdem über die fünf zuletzt Verstorbenen, zu denen es einen ausreichend guten Artikel für eine Präsentation auf der Hauptseite gibt, nach der todesbedingten Überarbeitung der Artikel ggf. auch unter Wikipedia Diskussion:Hauptseite informieren und sie am besten auch in den anderen Wikipedia-Sprachversionen eintragen. Tipp: Regelmäßig bei news.google.de nach „ist tot“, „gestorben“ oder „verstorben“ suchen.
Wenn eine Person gestorben ist, gibt es viele Seiten zu dieser Person in der Wikipedia, die davon auch betroffen sind und entsprechend aktualisiert werden müssen. Beispiele: Namenübersichtsseite, Geburtsjahr, Geburtsort-Seiten und viele mehr.
Wie finde ich die betroffenen Seiten?
Im Suchfeld auf der linken Seite gibt man den Suchbegriff so ein: „Vorname Nachname“. Dann klickt man auf Volltext und alle Seiten mit entsprechendem Suchtext werden aufgerufen. Hier sieht man dann schnell, wo auch das Todesjahr Sinn macht oder sogar ein Teil des Artikels angepasst werden muss. Auch hilft das „Werkzeug“ auf der linken Seite sehr gut, um solche Seiten aufzufinden: „Links auf diese Seite“. Somit ist die Wikipedia wieder aktuell in allen Bereichen! Hinweis: bei Eintragung der Kategorie „Gestorben JAHR“ wird der Missbrauchsfilter 49 ausgelöst, was jedoch nicht schlimm ist. Siehe: Spezial:Missbrauchsfilter/49
Dies ist eine Liste von im Jahr 1484 verstorbenen bekannten Persönlichkeiten. Die Einträge erfolgen innerhalb der einzelnen Daten alphabetisch sortiert. Tiere sind im Nekrolog für Tiere zu finden.

## Januar
| Tag        | Name                   | Beruf, bekannt als                           | Alter | Beleg |
| ---------- | ---------------------- | -------------------------------------------- | ----- | ----- |
| 9. Januar  | Anna von Hewen         | Fürstäbtissin des Fraumünsters in Zürich     |       |       |
| 31. Januar | Elisabeth von Künsberg | Äbtissin des Klosters Himmelkron (1460–1484) |       |       |

## Februar
| Tag         | Name              | Beruf, bekannt als                      | Alter | Beleg |
| ----------- | ----------------- | --------------------------------------- | ----- | ----- |
| 11. Februar | Georg             | Markgraf von Baden und Bischof von Metz |       |       |
| 15. Februar | Jean IV. de Melun | Burggraf von Gent                       |       |       |

## März
| Tag      | Name                       | Beruf, bekannt als                                  | Alter | Beleg |
| -------- | -------------------------- | --------------------------------------------------- | ----- | ----- |
| 4. März  | Kasimir                    | katholischer Heiliger, zweiter Sohn von Kasimir IV. | 25    |       |
| 5. März  | Elisabeth von Bayern       | Kurfürstin von Sachsen                              | 41    |       |
| 7. März  | Nikolaus von Bevern        | Domherr in Münster                                  |       |       |
| 9. März  | Gumprecht II. von Neuenahr | deutscher Adliger                                   |       |       |
| 20. März | Johann von Melem           | Frankfurter Patrizier und Handelsherr               | 50    |       |

## April
| Tag       | Name                | Beruf, bekannt als                                    | Alter | Beleg |
| --------- | ------------------- | ----------------------------------------------------- | ----- | ----- |
| 9. April  | Edward of Middleham | Prince of Wales                                       |       |       |
| 21. April | Guglielmo Ebreo     | italienischer Tänzer, Tanzmeister und Tanztheoretiker |       |       |

## Mai
| Tag     | Name                 | Beruf, bekannt als                          | Alter | Beleg |
| ------- | -------------------- | ------------------------------------------- | ----- | ----- |
| 1. Mai  | Adalbert von Sachsen | Administrator von Mainz (1482–1484)         | 16    |       |
| 8. Mai  | Katherina von Baden  | Markgräfin von Baden                        | 35    |       |
| 21. Mai | Olivier le Daim      | Kammerdiener Ludwig XI. und Graf von Meulan |       |       |

## Juli
| Tag      | Name                            | Beruf, bekannt als                    | Alter | Beleg |
| -------- | ------------------------------- | ------------------------------------- | ----- | ----- |
| 11. Juli | Mino da Fiesole                 | italienischer Architekt und Bildhauer |       |       |
| 14. Juli | Federico I. Gonzaga             | Markgraf von Mantua                   | 43    |       |
| 22. Juli | John Maxwell, Master of Maxwell | schottischer Adeliger                 |       |       |

## August
| Tag        | Name       | Beruf, bekannt als | Alter | Beleg |
| ---------- | ---------- | ------------------ | ----- | ----- |
| 12. August | Sixtus IV. | Papst              | 70    |       |

## September
| Tag           | Name                | Beruf, bekannt als                                                   | Alter | Beleg |
| ------------- | ------------------- | -------------------------------------------------------------------- | ----- | ----- |
| 2. September  | Johann von Isenberg | Weihbischof in Speyer, Minorit                                       |       |       |
| 9. September  | Hans Feer           | Schweizer Schultheiss, Kleinrat, Vogt und Tagsatzungsgesandter       | 66    |       |
| 11. September | Philibert Hugonet   | Kardinal und Bischof von Mâcon                                       |       |       |
| 29. September | Johannes von Dukla  | polnischer Ordensmann, Priester und Heiliger der katholischen Kirche |       |       |

## November
| Tag          | Name              | Beruf, bekannt als    | Alter | Beleg |
| ------------ | ----------------- | --------------------- | ----- | ----- |
| 12. November | Andreas Jamometić | Erzbischof von Kraina |       |       |

## Dezember
| Tag          | Name                         | Beruf, bekannt als                  | Alter | Beleg |
| ------------ | ---------------------------- | ----------------------------------- | ----- | ----- |
| 6. Dezember  | Hans Bernhard von Eptingen   | alemannischer Adliger               |       |       |
| 17. Dezember | Gebhard von Hoym             | Bischof von Halberstadt (1458–1479) |       |       |
| 30. Dezember | Ludwig von Hanau-Lichtenberg | deutscher Adliger                   | 20    |       |

## Datum unbekannt
| Tag                         | Name                            | Beruf, bekannt als                                                          | Alter | Beleg |
| --------------------------- | ------------------------------- | --------------------------------------------------------------------------- | ----- | ----- |
|                             | Bärbel von Ottenheim            | Mätresse                                                                    |       |       |
|                             | Balthasar Boytin                | Bürgermeister von Berlin                                                    |       |       |
|                             | Antonio Cornazzano              | italienischer Tanzmeister und Tanztheoretiker, Choreograf, Poet und Literat |       |       |
|                             | Piotr Dunin                     | polnischer Heerführer und Beamte der Krone                                  |       |       |
|                             | Jakob von Oldenburg-Delmenhorst | deutscher Pirat                                                             |       |       |
|                             | Przemislaus III.                | Herzog von Auschwitz und Tost                                               |       |       |
|                             | Luigi Pulci                     | italienischer Dichter, der von Lorenzo de’ Medici gefördert wurde           |       |       |
| zwischen Juni und September | Lutz Schott von Schottenstein   | fränkischer Adeliger                                                        |       |       |
|                             | Johannes Scolvus                | Seefahrer und Navigator im Dienste des Königs von Dänemark                  |       |       |
|                             | Johannes Stenrat                | deutscher Maler und Bildhauer                                               |       |       |
|                             | Heinrich von Stiten             | Bürgermeister der Hansestadt Lübeck                                         |       |       |